# 附生花楸
附生花楸（学名：Sorbus epidendron）为蔷薇科花楸属的植物。分布于缅甸、越南以及中国大陆的云南等地，生长于海拔2,500米至3,000米的地区，见于山谷以及河旁疏密丛林中，目前尚未由人工引种栽培。